# Pflegeforschung
Die Pflegeforschung ist ein Teilgebiet der Pflegewissenschaft und dient der Wissenserweiterung innerhalb der professionellen Gesundheits- und Kranken-, Alten- und der Heilerziehungspflege. Sie untersucht bisher bestehende Pflegesysteme, -modelle und -theorien sowie die pflegerischen Regulationsprozesse, hierbei widerlegt oder bestätigt die Pflegeforschung die Effizienz, Anwendbarkeit und Pflegequalität des untersuchten Gegenstandes. Die Pflegeforschung bietet neben der Wissensgenerierung auch die statistischen und systematischen Grundlagen für die Bewertung und Beurteilung der Pflegesysteme, Pflegemodelle und der Pflegetheorien. Ziel der Forschung ist dabei die Erlangung eines tieferen Verständnisses für die Interaktion der Pflegenden mit den Pflegebedürftigen und deren Angehörigen sowie den Einflüssen der pflegerischen Umgebungsfaktoren. Die Pflegeforschung soll die Pflegetransparenz erhöhen, eine evidenzbasierte Pflegepraxis gewährleisten und der Implementierung neuer Erkenntnisse in die Praxis und Theorie dienen.

## Geschichte der Pflegeforschung
Siehe auch Geschichte der Pflegewissenschaft
Die Geschichte der Pflegeforschung beginnt Mitte des 19. Jahrhunderts mit der erstmaligen statistischen Erfassung gesundheits- und pflegerelevanter Daten durch Florence Nightingale. Bereits 1900 werden in den Vereinigten Staaten von Amerika und im Vereinigten Königreich erste pflegewissenschaftliche Studiengänge eingerichtet. In Deutschland beginnt die Geschichte der wissenschaftlichen Pflegeforschung erst 1963 mit der Einrichtung des Instituts für Medizinpädagogik an der Humboldt-Universität in Berlin. Mit der Herausgabe der wissenschaftlichen Pflegezeitschrift Pflege wird innerhalb der Pflege das Bewusstsein für die Notwendigkeit einer wissenschaftlich basierten Pflege in den Fokus gerückt. Zu Beginn der 1980er Jahre entstanden die ersten Pflegestudiengänge an Fachhochschulen und Universitäten. Dennoch gab es bis in die zweite Hälfte der 1990er keine nennenswerte Pflegeforschung in Deutschland, die wenigen Untersuchungen befassten sich überwiegend mit der Pflege selbst. Deutschland war weder bei internationalen wissenschaftlichen Pflegekongressen beteiligt, noch gab es einen wesentlichen nationalen Austausch über die Pflegeforschung.
Ab dem Jahre 2000 gründen sich zunehmend Pflegeforschungsverbände in Deutschland, die Pflegeforschung wurde 2001 als Forschungsschwerpunkt vom Bundesministerium für Bildung und Forschung ausgelobt. Die Pflegewissenschaft bleibt mit 50 bis 60 Promotionen pro Jahr deutlich hinter internationalen Maßstäben zurück. Die gesetzlichen Grundlagen der Qualitätssicherung und der Pflegeberatung nach dem Elften Buch Sozialgesetzbuch eröffnen neue wissenschaftliche Tätigkeitsfelder für Pflegeforscher und -wissenschaftler in der Praxis.

## Verhältnis zwischen Pflegewissenschaft und Pflegeforschung
Die Pflegewissenschaft entwickelt pflegerische Theorien und Modelle, die innerhalb der Pflegeforschung untersucht werden. Die Aufgabe der Pflegeforschung ist im Verhältnis zur Pflegewissenschaft die Generierung von Wissen und die Bestätigung der entwickelten Theorien auf Basis statistischer und systematischer Bewertungskriterien, hierzu ist eine enge Verbindung zwischen Praxis und Forschung Grundvoraussetzung. Die Ergebnisse dieser Forschungen fließen anschließend in die Pflegepraxis und die Pflegewissenschaft ein.

## Forschungsmethoden
Die Pflegeforschung verwendet zwei grundlegende Methoden:
- Quantitative Forschung: Diese Forschung basiert auf den messbaren Ergebnissen, die Pflegequalität für Pflegebedürftige beschreibt. Verwendet werden statistische Methoden, insbesondere kommt die randomisierte, kontrollierte Studie in der quantitativen Pflegeforschung zur Anwendung.
- Qualitative Forschung: Diese Forschungsmethode basiert auf der Ethnografie, der Grounded Theory, der Handlungsforschung und der Phänomenologie und wird eingesetzt, um die Erfahrungen Pflegebedürftiger und Pflegender zu untersuchen. Die Forschung konzentriert sich hierbei auf die Bedeutung des untersuchten Objekts für das Individuum. Überwiegend werden Befragungen, Fallstudien, Fokusgruppen und ethnographische Methoden eingesetzt.

## Pflegeforschungsfelder
Die Forschungsfelder der Pflege umfassen nach Bartholomeyczik die Auswirkungen gesundheitlicher Beeinträchtigungen und deren Bedeutung und die Frage nach Hilfs- und Unterstützungsmöglichkeiten, die Förderung von Gesundheit und „gelingendem Leben“. Weitere Bereiche der Forschung umfassen die Konzeptionen zur Bewältigung altersbedingter Pflegeprobleme und zur Bewältigung der Abhängigkeiten von Technologie und Pharmakologie, darüber hinaus die ressourcenorientierte Pflege bei Chronizität, die Entfaltung präventiver Potentiale und Entwicklung rehabilitativer und ambulanter Pflegemodelle.
Innerhalb der Pflegeforschung besteht Forschungsbedarf in den Bereichen der defizitären und gesundheitsfördernden Pflegepraxis, der Erforschung und Weiterentwicklung geeigneter Konzepte, Instrumente und Methoden zur Förderung und Messung der Pflegequalität. Zukünftige Aufgaben der Pflegeforschung werden auch den universitären Ausbau der Pflegewissenschaft, der klinischen Pflegeforschung und der Versorgungsforschung umfassen. Eine stärkere Kooperation zwischen Wissenschaft und Praxis sowie die Profilierung der Pflege, Pflegewissenschaft und Pflegeforschung als gesundheitspolitischer Faktor ist ebenfalls ein Fokus der Pflegeforschung.

## Studium
Pflegeforschung wird im Rahmen von Pflege-Studiengängen gelehrt. In Deutschland gibt es insgesamt 32 Pflege-Studiengänge.

## Rundfunkberichte
- Andreas Beckmann: Roboter in der Pflege – Tanz mit dem Maschinenwesen, Deutschlandfunk – Wissenschaft im Brennpunkt vom 10. Juni 2018